# Black Lives Matter
Black Lives Matter (BLM) je decentralizované politické a sociální hnutí, které protestuje proti policejní brutalitě, rasové nerovnosti, nespravedlnosti a systematickému rasismu vůči Afroameričanům. Začalo být aktivní ve Spojených státech v roce 2013.

## Historie
Hnutí vzniklo v souvislosti s případem stát versus George Zimmerman z roku 2013, kdy se začalo šířit na sociálních sítích pod hashtagem #BlackLivesMatter. Floridský koordinátor místní domobrany George Zimmerman tehdy zastřelil 17letého neozbrojeného černocha Trayvona Martina. Zimmerman byl vzat do vazby, avšak po pěti hodinách výslechu propuštěn s odůvodněním, že se jednalo o sebeobranu. Další podnět a zvýšení povědomí o tomto hnutí následovalo po zastřelení Michaela Browna ve Fergusonu v roce 2014. Na základě tohoto případu se jedním ze sloganů hnutí stalo „hands up, don't shoot!“ (ruce vzhůru, nestřílejte!) nebo jen zkráceně „hands up!“, což je signál, který měl Michael Brown ukazovat před svým zastřelením.
V první polovině června 2016 bylo v rámci hnutí BLM uspořádalo více než 112 celostátních protestů v 88 amerických městech, které byly odpověďmi na policejní zásahy končící fatálně pro občany tmavé pleti. Hnutí upozorňuje také na rasové profilování, které ústí v nepoměrně vyšší zastavování Afro- a Latinoameričanů policisty v ulicích amerických měst, policejní brutalitu a obecně dvojí metr, který údajně policie aplikuje vůči Američanům na základě jejich barvy kůže.
V roce 2016 se demonstrace Black Lives Matter uskutečnily také ve Velké Británii, v Německu, Kanadě nebo Nizozemí.
V roce 2020 se protesty a nepokoje opět vzedmuly po smrti George Floyda, Breonny Taylorové a dalších.

## Kontroverze a podpora
V říjnu 2015 podpořil demonstraci Black Lives Matter v New Yorku americký režisér Quentin Tarantino. Podporu jim v minulosti vyjádřili i Beyoncé, Snoop Dogg, Kanye West, Samuel L. Jackson nebo Stevie Wonder. Black Lives Matter také vyjadřovalo podporu velké množství demokratů, zatímco republikáni se k hnutí stavěli spíše zdrženlivě nebo odmítavě.
Během první republikánské prezidentské debaty v roce 2015 například Scott Walker hnutí odsoudil s tím, že vyvolává antipolicejní nálady, zatímco Marco Rubio uvedl, že pohnutky hnutí chápe a sympatizuje s ním. Řada republikánských odpůrců začala v reakci na #BlackLivesMatter (na černošských životech záleží) užívat hashtag #AllLivesMatter (na všech životech záleží). Barack Obama v reakci na to reagoval slovy: „Myslím si, že důvod, proč organizátoři použili frázi Black Lives Matter nebyl z předpokladu, že na ostatních životech nezáleží, ale spíše proto, aby tak poukázali na specifický problém, který se děje afroamerickým komunitám, ale ne ostatním komunitám v této zemi.“ Současně řekl, že věci, na něž hnutí upozorňuje, jsou legitimními problémy, o kterých je nutné se začít bavit. Americký profesor David Theo Goldberg prohlásil, že provolání All Lives Matter ignoruje specifické rasové problémy, se kterými se černoši, na rozdíl od bělochů, musí potýkat, a jeho užívání akcentuje nepochopení témat, na které se hnutí snaží upozorňovat, přestože primárním cílem hnutí je dosáhnout právě toho, aby na všech životech záleželo stejně, což ovšem neodráží současný stav.

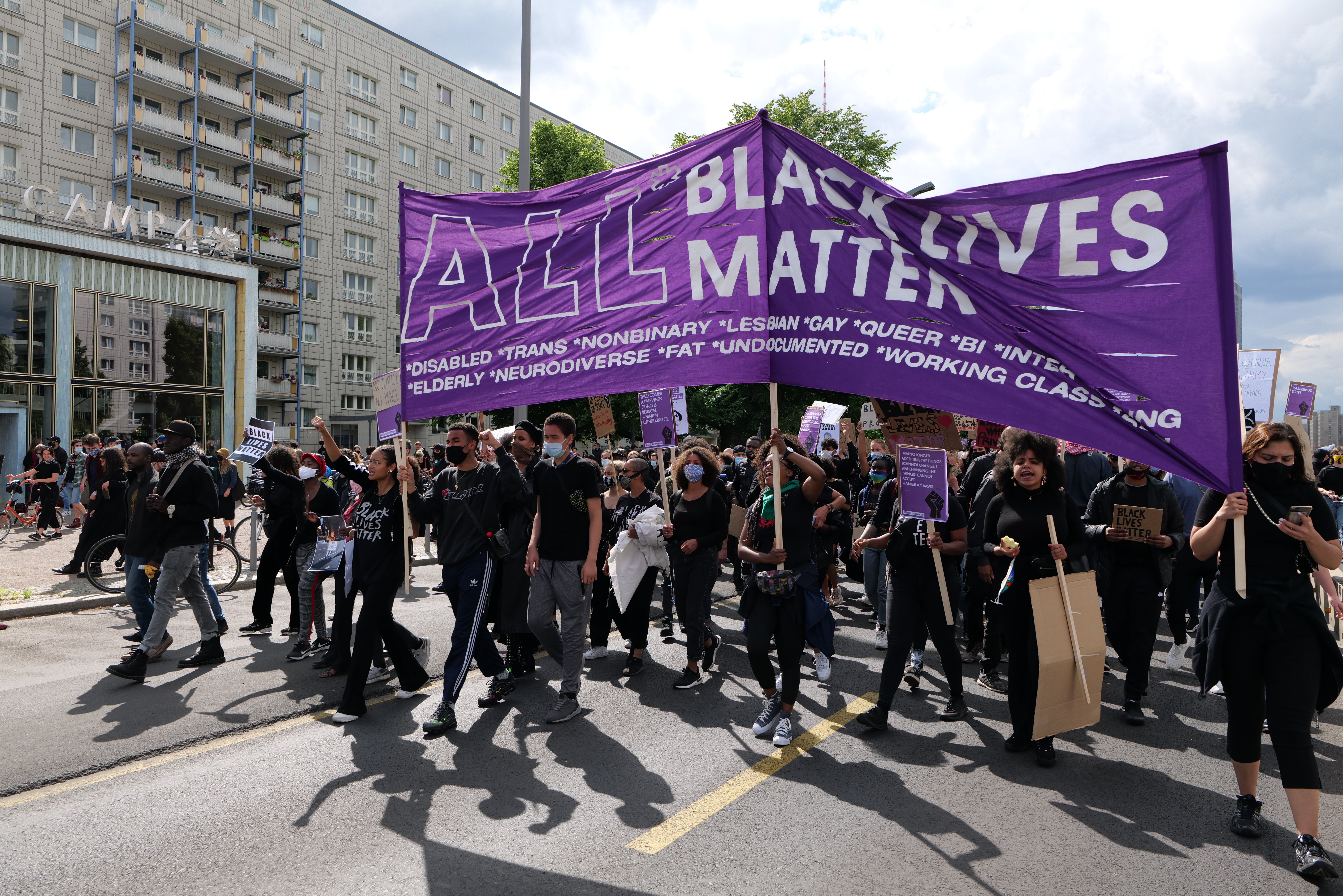
Demonstrace na Karl-Marx-Allee v Berlíně v červnu 2020 po smrti George Floyda

Během předvolební kampaně v prezidentských volbách 2016 podpořila Black Lives Matter kandidátka Demokratické strany Hillary Clintonová. Po setkání s aktivisty z Black Lives Matter Clintonová prohlásila, že rasismus je prvotním hříchem Ameriky s odkazem na otroctví. Hnutí přitom proti Clintonové v minulosti vystupovalo, protože se podle nich tématům policejního násilí a rasismu ve své kampani dlouhodobě nevěnovala. Odmítavě se naopak k hnutí stavěl Donald Trump, ať už během své předvolební kampaně či během svého funkčního období.
Vlna kritiky se na Black Lives Matter snesla poté, co bylo na jejím poklidném protestu 7. července 2016 v Dallasu při útoku odstřelovače zastřeleno pět příslušníků policie. Útočník, veterán z Afghánistánu, byl dle vlastních slov naštvaný jak na samotné hnutí Black Lives Matter, tak na příslušníky policie a bělochy. Představitelé Black Lives Matter útok odsoudili s tím, že hnutí proti násilí bojuje, ne ho podporuje. Konkrétně ve svém prohlášení na Twitteru uvedli: „Black Lives Matter obhajuje důstojnost, spravedlnost a svobodu. Ne vraždění.“ V reakci na útok v Dallasu se mezi odpůrci hnutí začal šířit hashtag #BlueLivesMatter (blue, modrá, jakožto barva policejních uniforem).
Diskuse hnutí opět rozproudilo v roce 2020 reagujíc na novou vlnu protestů, a to ať kontroverzí ohledně provolání „Black Lives Matter“, případně protestů jako takových, které měly místy násilný charakter. Hnutí bylo kritizováno i za nedostatek intersekcionality, kdy se podle některých dostatečně nezaměřovalo i na jiné nebělošské menšiny, které se s rasismem mohou potýkat, či intersekcinalitu v rámci samotného černošského hnutí. Do března 2021 ztratilo hnutí velkou část podpory americké veřejnosti (propad z 60 % v červnu 2020 na 50 % v březnu 2021), v čemž mohly hrát roli nepokoje a rabování, které tzv. protesty proti policejní brutalitě doprovázely. Spoluzakladatelka hnutí Black Lives Matter, černošská aktivistka Patrisse Cullors, oznámila v květnu 2021, že odstupuje z funkce výkonné ředitelky organizace. Stalo se tak uprostřed kritiky jejího marnotratného životního stylu.

## Fotogalerie

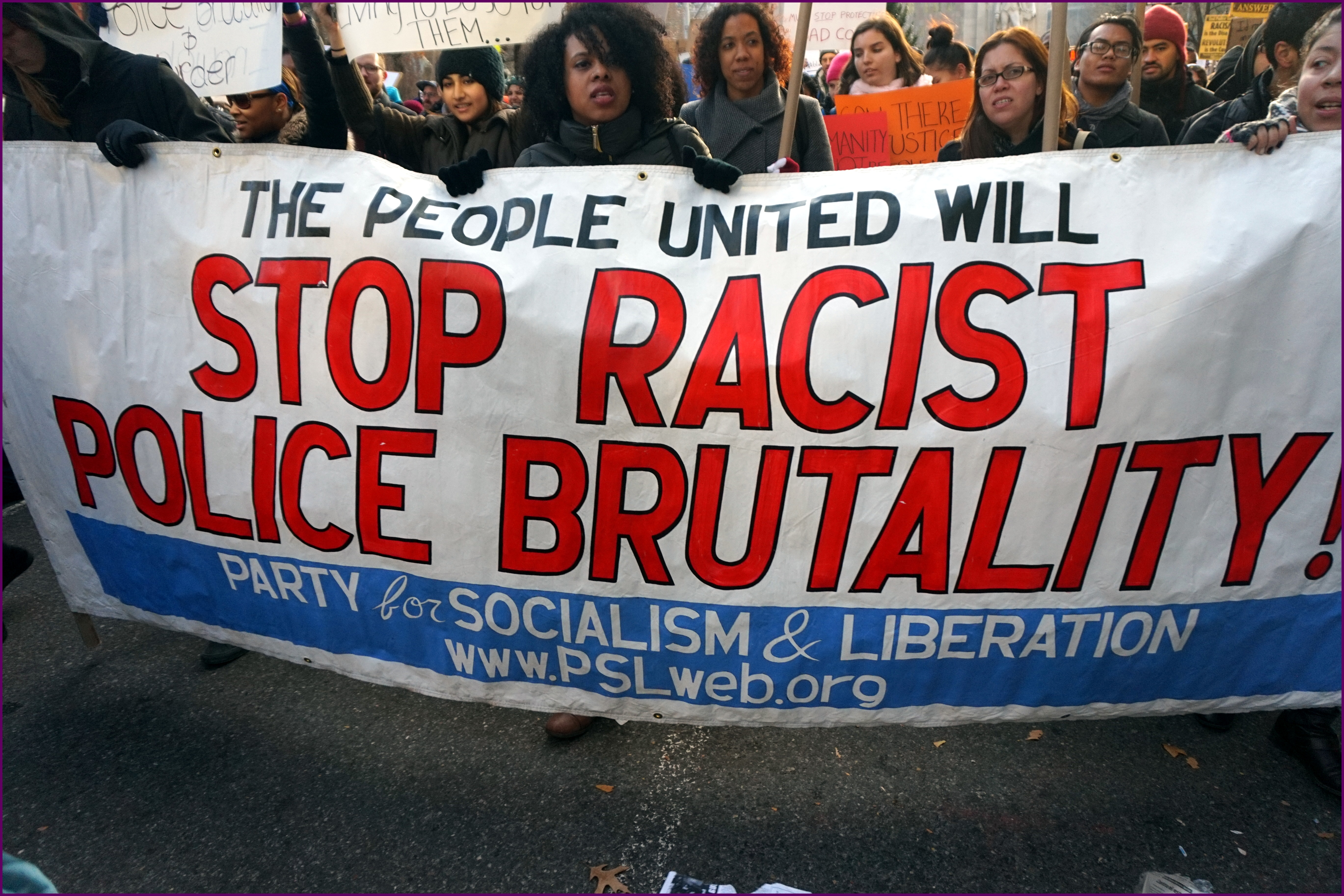
Protestující v New York City v prosinci 2014
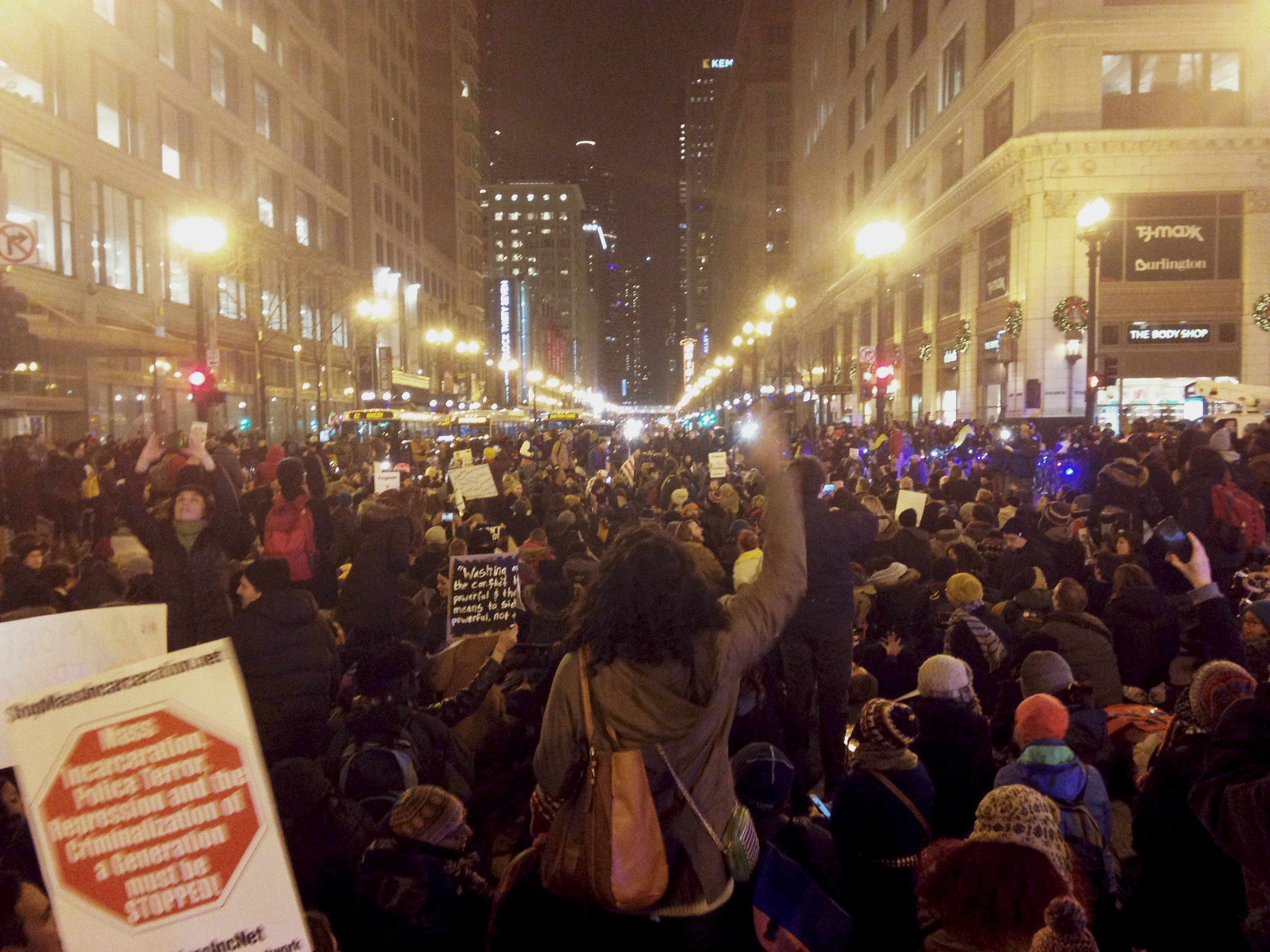
Protesty v Chicagu v prosinci 2014 po zastřelení Erica Garnera
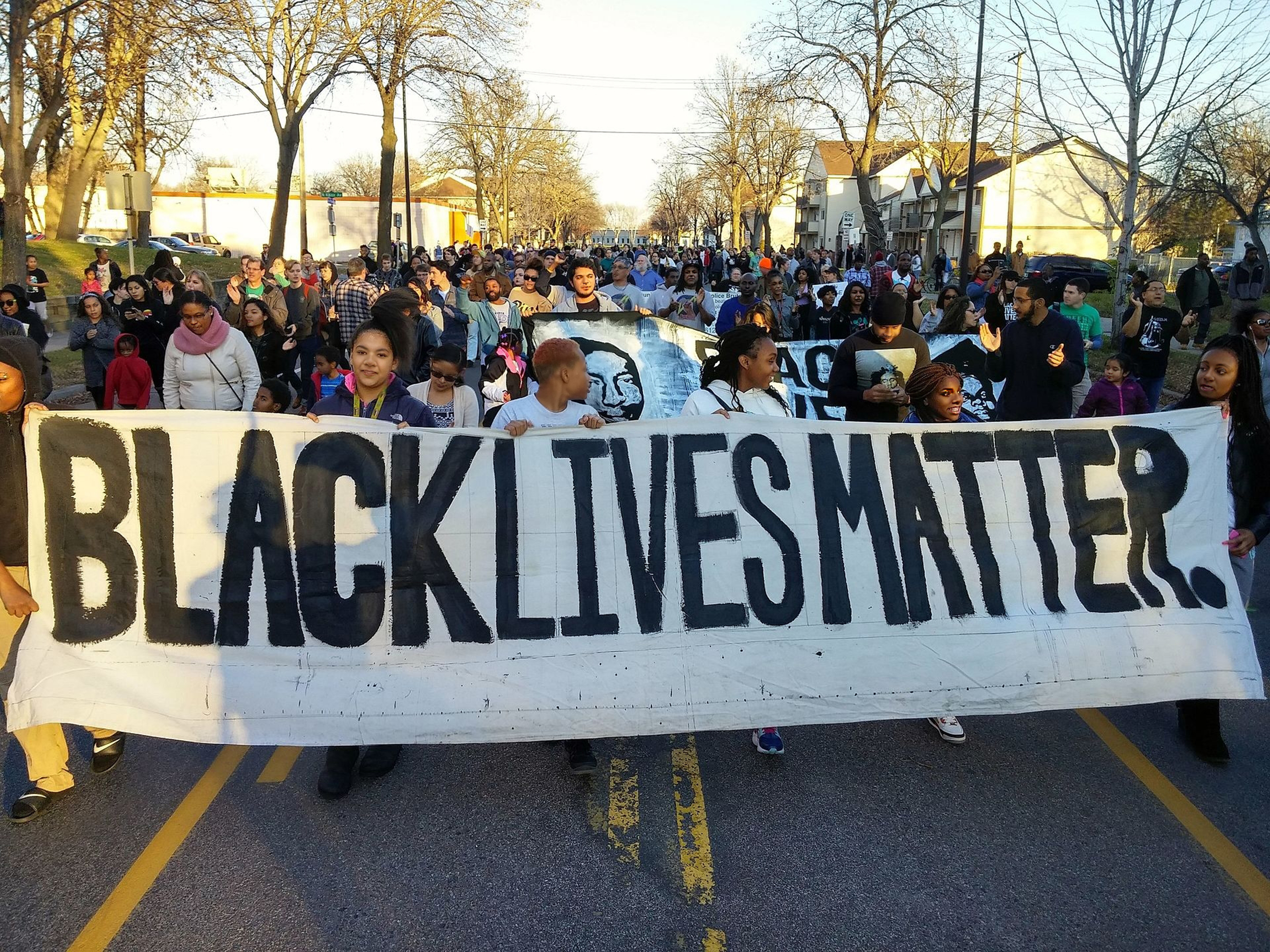
Protesty v Minneapolis v listopadu 2015 po zastřelení Jamara Clarka
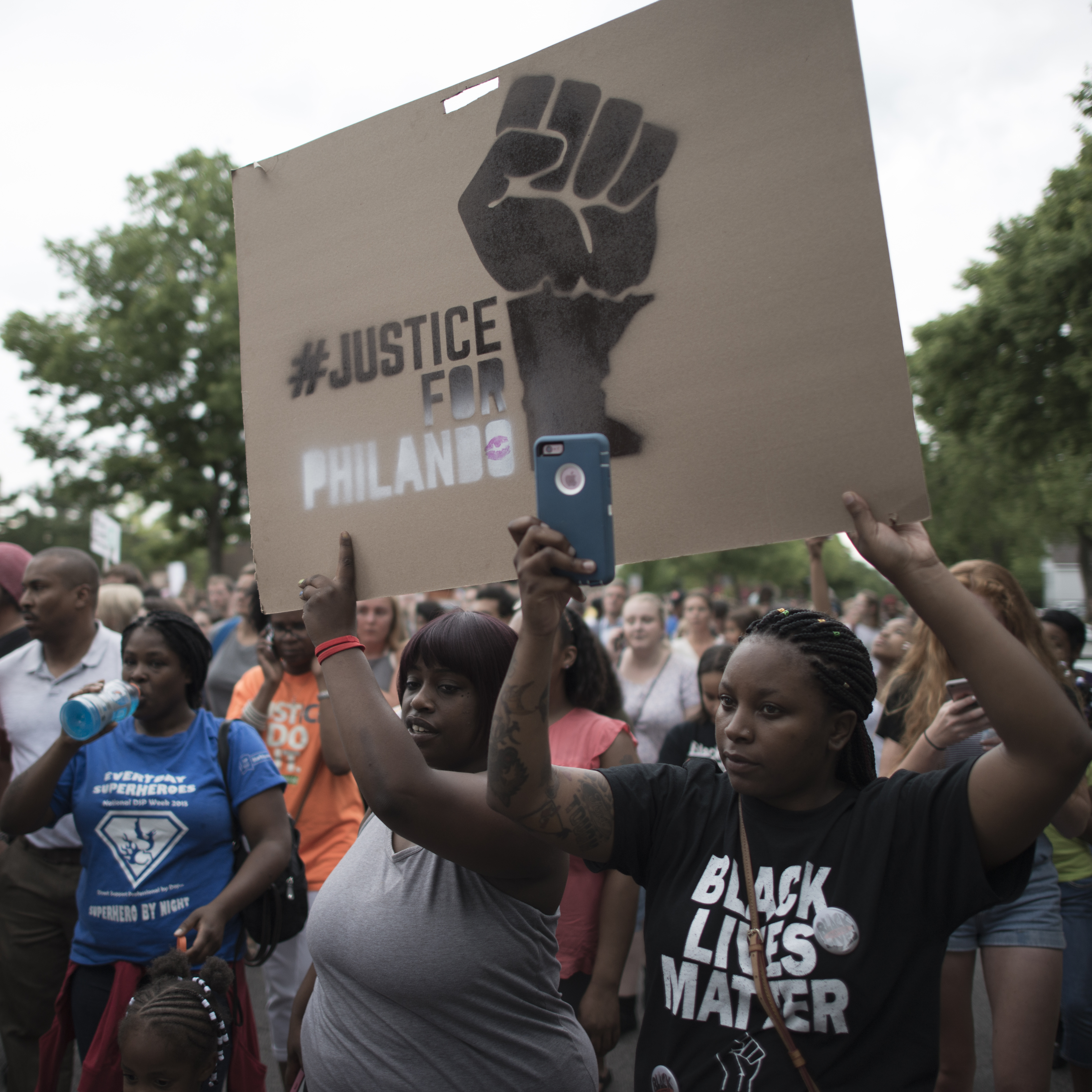
Protestující v Saint Paul v Minnesotě po zastřelení Philanda Castila 6. července 2016
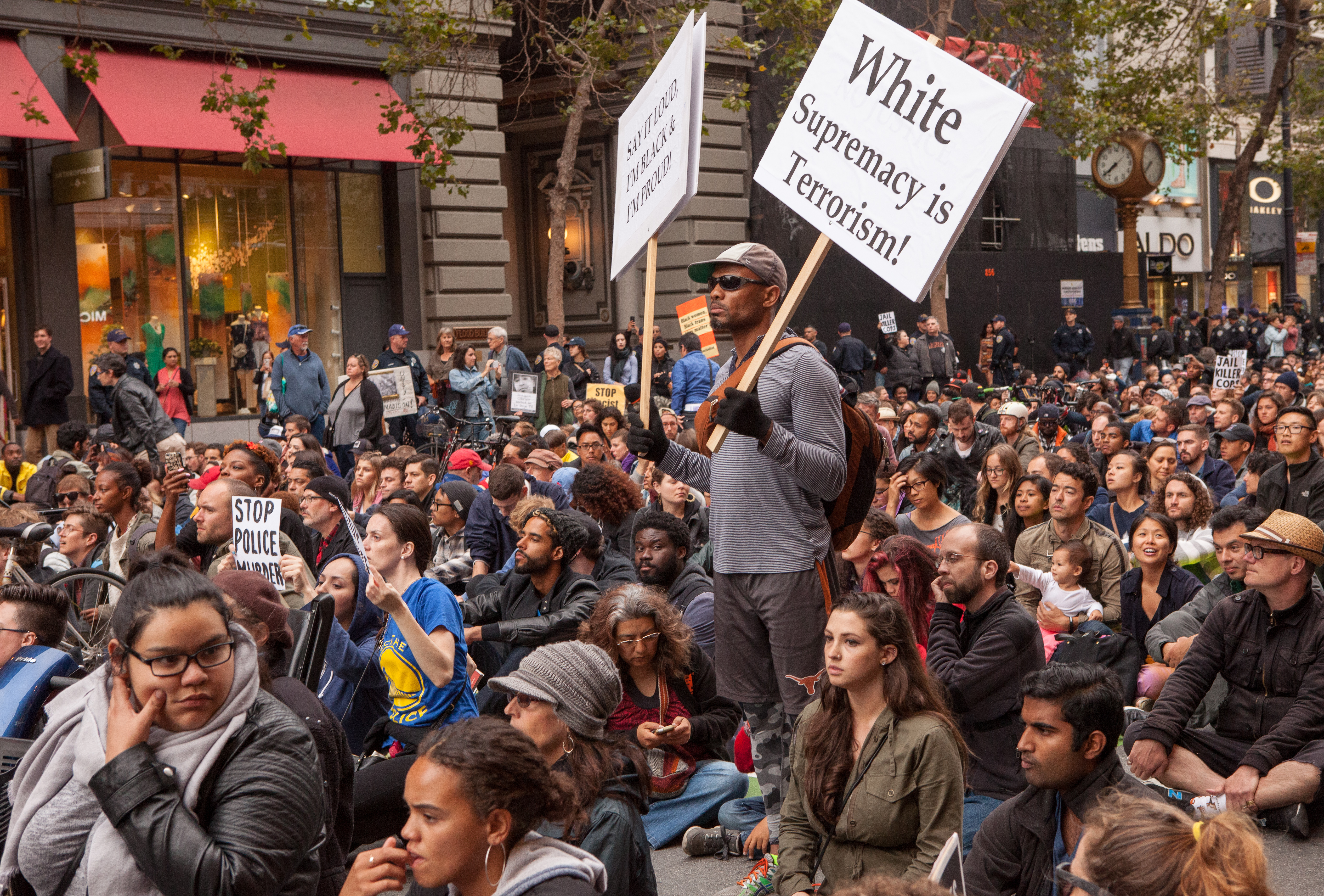
Protesty proti policejnímu násilí v San Franciscu v červenci 2016
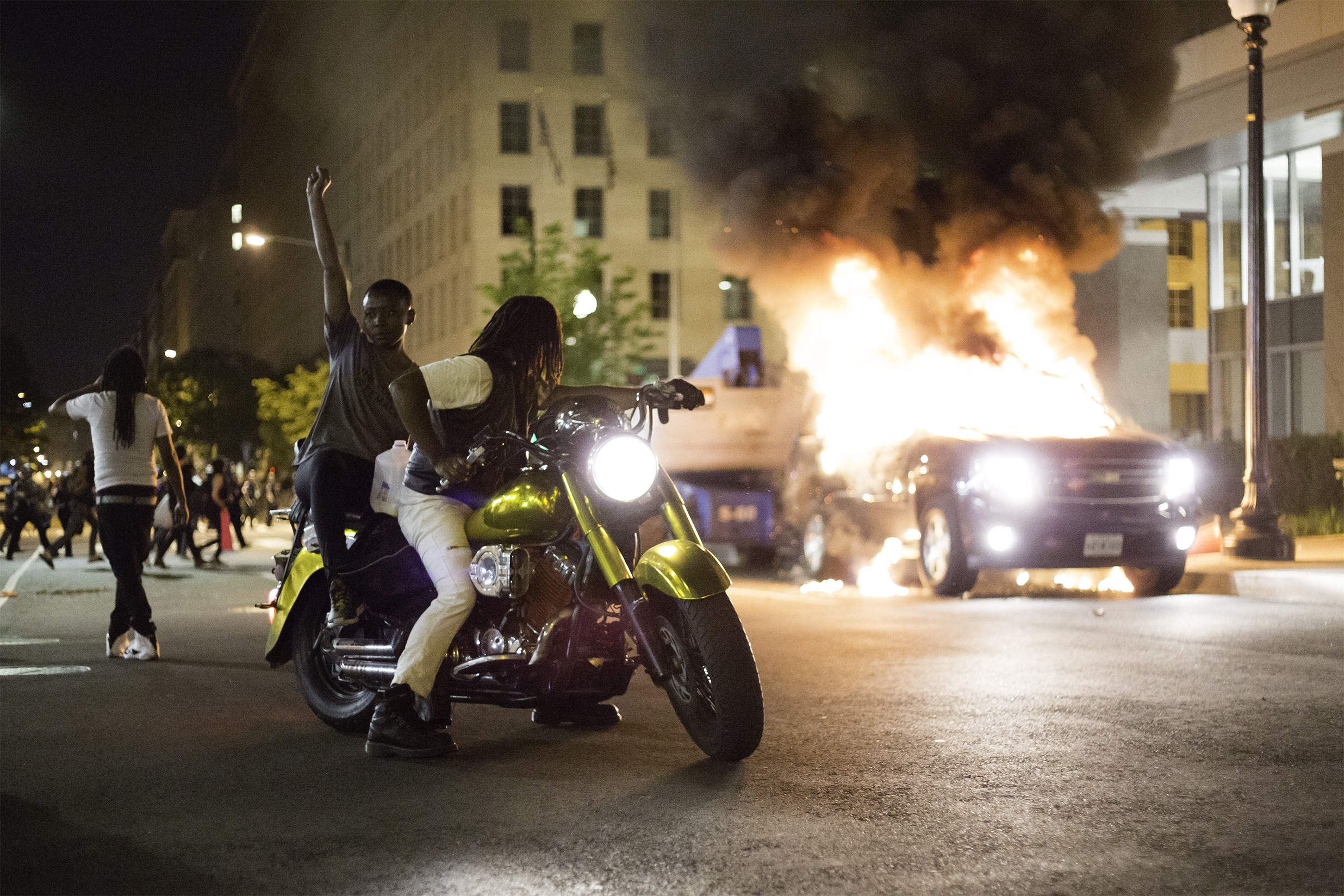
Nepokoje ve Washingtonu, D.C v květnu 2020 po smrti George Floyda
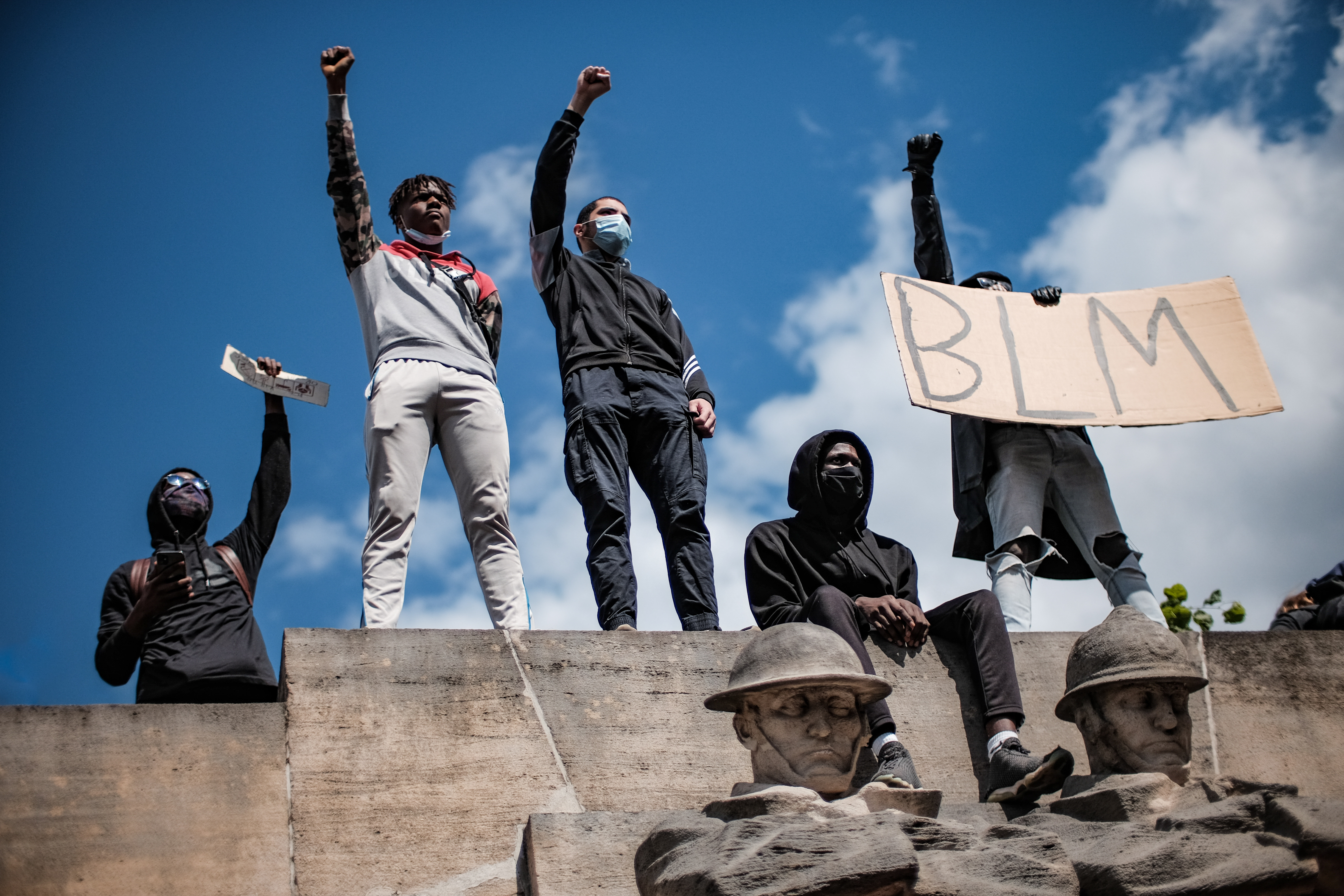
Protesty po smrti George Floyda v Bruselu v Belgii